# 진주 용강서당 소장 백호집 부록 책판
진주 용강서당 소장 백호집 부록 책판(晉州 龍江書堂 所藏 白湖集 附錄 冊板)은 대한민국 경상남도 진주시 지수면, 의성 김씨 문중에서 소장하고 있는 책판이다. 2013년 1월 3일 경상남도 문화재자료 제562호로 지정되었다.

## 지정 사유
한국문집총간의 〈백호집 해제〉에 의하면 김대림과 이태문이 주도하여 1927년 진주 용강서당에서 백호집 원집 30권 17책은 목활자로 간행되었고, 부록 '연보'는 2책의 목판으로 간행되었다.
백호집 부록으로 간행된 백호 윤휴의 연보는 1판의 결락도 없이 전량이 잘 보존되어 있고, 이것이 1927년에 목활자로 간행된 본집과 동시에 간행된 것이란 점에서 의의가 크다.

## 참고 자료
- 진주 용강서당 소장 백호집 부록 책판 - 국가유산청 국가유산포털